# 卡桑賽
卡桑賽是烏茲別克的城市，由納曼干州負責管轄，位於該國東部，距離首府納曼干30公里，海拔高度875米，2010年人口46,452，大部分居民是塔吉克人。
41°15′N 71°33′E / 41.250°N 71.550°E